# Тібор Барабаш
Ті́бор Ба́рабаш (угор. Barabás Tibor; 27 серпня 1911, Пецель — 1 травня 1984, Будапешт) — угорський письменник. Автор історичних і біографічних романів.
У статтях «Шевченкова слава» (надруковано в журналі «Szabad Hazánk» («Наша вільна батьківщина», 1959, № 10)), «Тарас Шевченко. До сторіччя з дня смерті» (в газеті «Népszabadság» («Народна воля», 1961. № 58)) і «Тарас Шевченко» (в газеті «Magyar Nemzet» («Угорський народ», 1964, № 36)) дав аналіз поезії Тараса Шевченка, підкреслив її народний характер, вказав на деякі спільні риси в історії українського і угорського народів.